# 鐳射青春
《鐳射青春》（英文：Young Beat），是香港無綫電視1987年拍攝的電視連續劇，全劇共12集，監製蕭顯輝，主要演員有陳潔靈、吳啟明、高靜、盧冠廷、鄭伊健、蘇永康、黃澤民。此劇曾於1989年8月重播。

## 故事大綱
周明（鄭伊健飾）、金達威（蘇永康飾）、林志勇（黃澤民飾）、王子凡（吳啟明飾）及丁棠棠（高　靜飾），分別來自五個不同社會階層的家庭，他們有一個共同興趣─流行音樂。在六十年代流行歌手吳順興（盧冠廷飾）和他的女朋友丁綺芳（陳潔靈飾）的發掘下，五個年輕人聚在一起，開始正統而有規律地練習如何組織一個樂隊。
由於五人的性格不同，環境有異，長期相處，自然易生磨擦，幸而在順興的鼓勵和啟發之下，樂隊茁壯成長，在公開比賽獲獎之餘亦漸漸得到公眾的認同。
就在此時，五個年青人要面臨各奔前程的抉擇，但他們之間從音樂培養出來的感情卻與日俱長……

## 演員表
- 陳潔靈 飾 丁綺芳
- 吳啟明 飾 王子凡
- 高　靜 飾 丁棠棠
- 盧冠廷 飾 吳順興（Eric）
- 鄭伊健 飾 周　明
- 蘇永康 飾 金達威
- 黃澤民 飾 林志勇
- 黃愷欣 飾 何　珠
- 陳麗斯 飾 程嘉倩
- 楊澤霖 飾 王偉信
- 吳詠紅 飾 阿　芝
- 秦　煌 飾 古　叔
- 黃君儀 飾 周　婉
- 潘文柏
- 駱志文
- 凌　漢
- 徐廣林
- 鄭少萍
- 梁潔華 飾 Ruby
- 李國麟 飾 Tony
- 鄧汝超
- 許逸華
- 陳有后
- 黃英耀
- 李偉南
- 田永加
- 李成昌
- 梁　愛